# Crying in the Rain
„Crying in the Rain“ (на български: Плач в дъжда) е песен на английската хардрок група Уайтснейк. Композицията е написана от основателя на групата Дейвид Ковърдейл. Първото ѝ издание е през 1982 година като част от албума Saints & Sinners.
През 1987 година е записан нов аранжимент с по-твърдо звучене, който е включен в мултиплатинения албум „Whitesnake“. Като сравнение, оригиналният запис от 1982 година е в по-бавно темпо с по-блусарска насоченост. Първият вариант включва и кратко соло в началото на композицията, изпълнено от Бърни Марсдън.
Заедно с песента „Here I Go Again“, също издадена през 1982 година и презаписана през 1987 година, „Crying in the Rain“ е сред най-популярните произведения на групата, редовна част от концертите на Уайтснейк.

## Музиканти (1982)
- Дейвид Ковърдейл – вокали
- Мики Мууди – китари
- Бърни Марсдън – китари
- Нийл Мъри -бас
- Джон Лорд – клавишни
- Иън Пейс – барабани
- Мел Гейли – беквокали

## Музиканти (1987)
- Дейвид Ковърдейл – вокали
- Джон Сайкс – китари
- Нийл Мъри -бас
- Дон Еъри – клавишни
- Aynsley Dunbar – барабани